# Masse brute vérifiée
 (décembre 2016).
La masse brute vérifiée (en anglais : Verified Gross Mass, VGM) est une nouvelle convention de l'Organisation Maritime Internationale (OMI) devenue obligatoire pour tous les navires porte-conteneurs SOLAS depuis le 1er juillet 2016. 

## Objectif
Le monde du transport maritime a été victime de plusieurs incidents concernant les navires porte-conteneurs. En effet chaque année plusieurs milliers de conteneurs sont perdus en mer. Cela est généralement dû à un mauvais arrimage des conteneurs à bord mais également à cause d'un calcul de stabilité du navire peu précis du fait de la seule utilisation des masses estimées des conteneurs dans ces calculs. Afin de permettre des calculs de stabilité du navire plus précis et ainsi permettre la sauvegarde de vies humaines et la prévention de la pollution en mer, la convention VGM a été mise en place.

## Principe
La convention de masse brute vérifiée consiste non pas à estimer le poids d'un conteneur, mais à vérifier la masse brute « réelle » d'un conteneur en pesant ce dernier avant qu'il ne soit chargé à bord du navire. Charger un conteneur à bord d'un navire sans respecter cette exigence est donc une violation du Safety Of Life At Sea (SOLAS).
Cette convention stipule également que l'utilisation de poids bruts estimés n'est pas permise, et que l’expéditeur ou une tierce partie responsable de la pesée des conteneurs doit utiliser les matériels de pesée conformes au certificat national et aux exigences de calibration. Une attestation de masse brute vérifiée doit être signée par l’expéditeur et remise au transporteur.

## Méthodes de pesage
Deux méthodes de pesage sont mandatées dans la convention VGM :
- Faire la pesée du conteneur par un équipement calibré et certifié ;
- Faire la pesée de la cargaison ainsi que des palets, des matériels d'arrimage, et de tout autres objets se trouvant dans le conteneur. Ensuite, il faut ajouter à cela le poids tare du conteneur (poids du conteneur à vide) en utilisant une méthode pour le chargement et l'arrimage du conteneur certifiée et approuvée par l'autorité compétente de l'État responsable.